# Liste der Kantone im Département Essonne
Das Département Département Essonne liegt in der Region Île-de-France in Frankreich. Es untergliedert sich in drei Arrondissements mit 21 Kantonen (französisch cantons).
Siehe auch: Liste der Gemeinden im Département Essonne
| Kanton                    | Gemeinden | Einwohner 1. Januar 2022 | Fläche km² | Dichte Einw./km² | Code INSEE | Arrondissement(e)  |
| ------------------------- | --------- | ------------------------ | ---------- | ---------------- | ---------- | ------------------ |
| Arpajon                   | 16        | 66.750                   | 104,53     | 639              | 9101       | Étampes, Palaiseau |
| Athis-Mons                | 3         | 63.385                   | 16,94      | 3.742            | 9102       | Palaiseau          |
| Brétigny-sur-Orge         | 6         | 64.944                   | 50,78      | 1.279            | 9103       | Palaiseau          |
| Corbeil-Essonnes          | 4         | 67.381                   | 32,78      | 2.056            | 9104       | Évry               |
| Dourdan                   | 28        | 67.960                   | 289,07     | 235              | 9105       | Étampes, Palaiseau |
| Draveil                   | 4 1⁄2     | 53.916                   | 47,73      | 1.130            | 9106       | Évry               |
| Épinay-sous-Sénart        | 8 1⁄2     | 60.395                   | 47,02      | 1.284            | 9107       | Évry               |
| Étampes                   | 44        | 65.112                   | 547,08     | 119              | 9108       | Étampes            |
| Évry                      | 1         | 66.700                   | 12,70      | 5.252            | 9109       | Évry               |
| Gif-sur-Yvette            | 12        | 64.222                   | 91,04      | 705              | 9110       | Palaiseau          |
| Longjumeau                | 8         | 69.839                   | 39,03      | 1.789            | 9111       | Palaiseau          |
| Massy                     | 2         | 70.578                   | 15,00      | 4.705            | 9112       | Palaiseau          |
| Mennecy                   | 28        | 69.719                   | 304,26     | 229              | 9113       | Étampes, Évry      |
| Palaiseau                 | 3         | 63.293                   | 23,30      | 2.716            | 9114       | Palaiseau          |
| Ris-Orangis               | 6         | 64.103                   | 52,32      | 1.225            | 9115       | Évry, Palaiseau    |
| Sainte-Geneviève-des-Bois | 4         | 68.677                   | 17,75      | 3.869            | 9116       | Évry, Palaiseau    |
| Savigny-sur-Orge          | 3         | 58.472                   | 20,88      | 2.800            | 9117       | Palaiseau          |
| Les Ulis                  | 7         | 54.656                   | 51,11      | 1.069            | 9118       | Palaiseau          |
| Vigneux-sur-Seine         | 2 1⁄2     | 58.578                   | 15,63      | 3.748            | 9119       | Évry               |
| Viry-Châtillon            | 2         | 57.612                   | 10,94      | 5.266            | 9120       | Évry               |
| Yerres                    | 1 ⁄2      | 48.254                   | 14,51      | 3.326            | 9121       | Évry               |
| Département Essonne       | 194       | 1.324.546                | 1.804,40   | 734              | 91         | –                  |

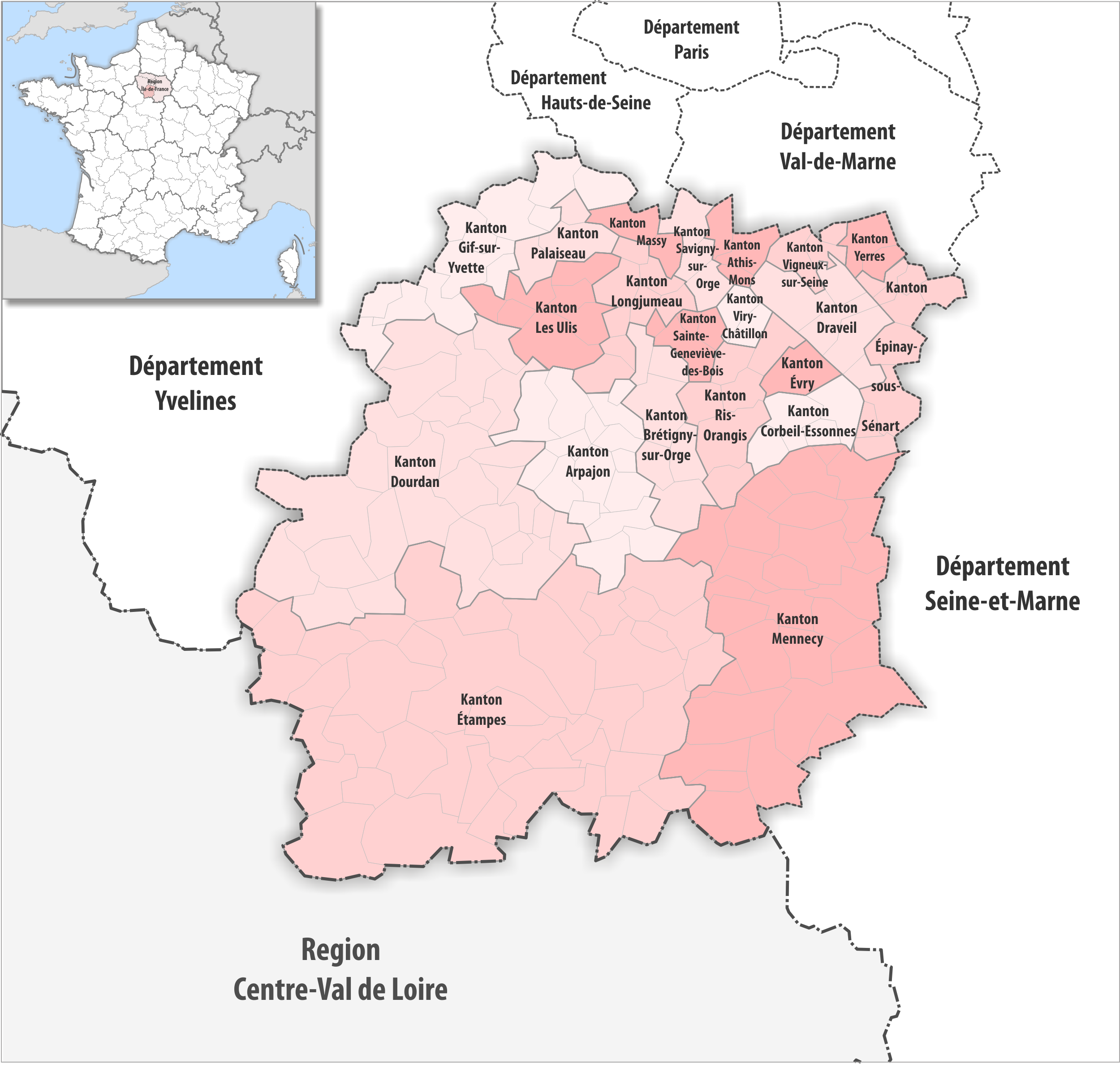
Gemeinden und Kantone im Département Essonne

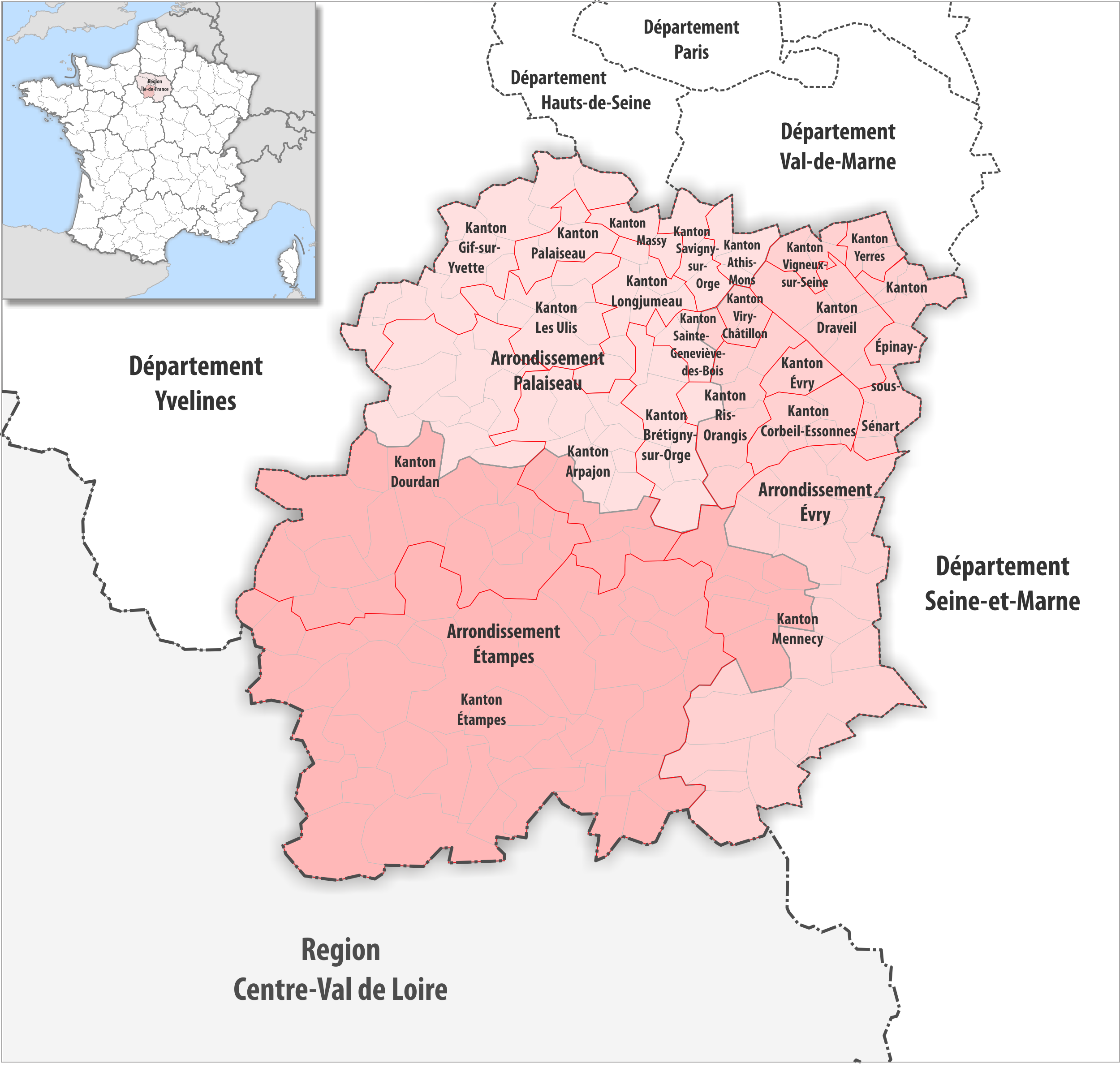
Gemeinden, Arrondissemente und Kantone im Département Essonne

Mehrere Kantone umschließen Gemeinden aus verschiedenen Arrondissements.

## Ehemalige Kantone
Vor der landesweiten Neuordnung der Kantone im März 2015 teilte sich das Département in 42 Kantone:
| Arrondissement | Kantone |
| -------------- | --- |
| Étampes        | Dourdan, Étampes, Étréchy, La Ferté-Alais, Méréville, Saint-Chéron |
| Évry           | Brunoy, Corbeil-Essonnes-Est, Corbeil-Essonnes-Ouest, Draveil, Épinay-sous-Sénart, Évry-Nord, Évry-Sud, Grigny, Mennecy, Milly-la-Forêt, Montgeron, Morsang-sur-Orge, Ris-Orangis, Saint-Germain-lès-Corbeil, Vigneux-sur-Seine, Viry-Châtillon, Yerres                       |
| Palaiseau      | Arpajon, Athis-Mons, Bièvres, Brétigny-sur-Orge, Chilly-Mazarin, Gif-sur-Yvette, Juvisy-sur-Orge, Limours, Longjumeau, Massy-Est, Massy-Ouest, Montlhéry, Orsay, Palaiseau, Sainte-Geneviève-des-Bois, Saint-Michel-sur-Orge, Savigny-sur-Orge, Les Ulis, Villebon-sur-Yvette |